# Serin à tête noire
Serinus nigriceps
Espèce
Statut de conservation UICN

 LC  : Préoccupation mineure
Le Serin à tête noire (Serinus nigriceps) est une espèce de passereaux appartenant à la famille des Fringillidae endémique d'Éthiopie.

## Distribution
Nord et centre des hauts plateaux d’Ethiopie avec les parcs nationaux du Simien dans le nord-ouest et de Balé dans le sud-est.

## Habitat
Le serin à tête noire est commun et même localement abondant dans l’ouest et le sud-est des hauts plateaux d’Ethiopie entre 1800 m et 4100 m d’altitude. Il habite des formations végétales de type lande où dominent une lobélie géante, une alchémille, des touffes d’herbe Carex erythrorhiza et une bruyère géante mais il visite aussi les prairies d’altitude et les zones ouvertes des forêts d’Hypericum et d’Hagenia (Urban 1980).

## Alimentation
Il consomme essentiellement des graines des plantes Hypericum lanceolatum, guttiférée et Hagenia abyssinica, rosacée (Francis & Shirihai 1999).
Trois autres plantes exploitées par l’espèce ont été rapportées par Ottaviani (2011), photos à l’appui : des graines d’Echinops spinosus, astéracée ; d’une lobélie géante Lobelia rhynchopetalum, lobéliacée et d’une caryophyllacée naine Sagina abyssinica.

## Mœurs
Urban (1980) signalait que des troupes étaient régulièrement observées le long de la route menant à Gaferssa Reservoir à l’ouest d’Addis-Abeba.

## Nidification
Sur les hauts plateaux, il niche dans les buissons et les arbres bas en mai, juin, septembre, octobre et novembre. Le nid est une coupe compacte et profonde, bien structurée de mousse, lichens, rameaux et radicelles. Il contient deux ou trois œufs blancs légèrement bleutés et tachetés de brun (Urban 1980). Le  nid, composé d’herbes fines et de radicelles, est tapissé intérieurement d’herbes très fines, parfois mêlées à un peu de duvet. Il est généralement placé bas dans un buisson ou sur une branche pendante. Les périodes de ponte ont lieu en mai, juin, septembre et octobre (Fry & Keith 2004).

## Statut
Malgré une distribution restreinte et un statut d’endémique sédentaire, cette espèce n’est pas menacée et n’est donc pas recensée par BirdLife (2010).